# Schempp-Hirth Gö-3 Minimoa

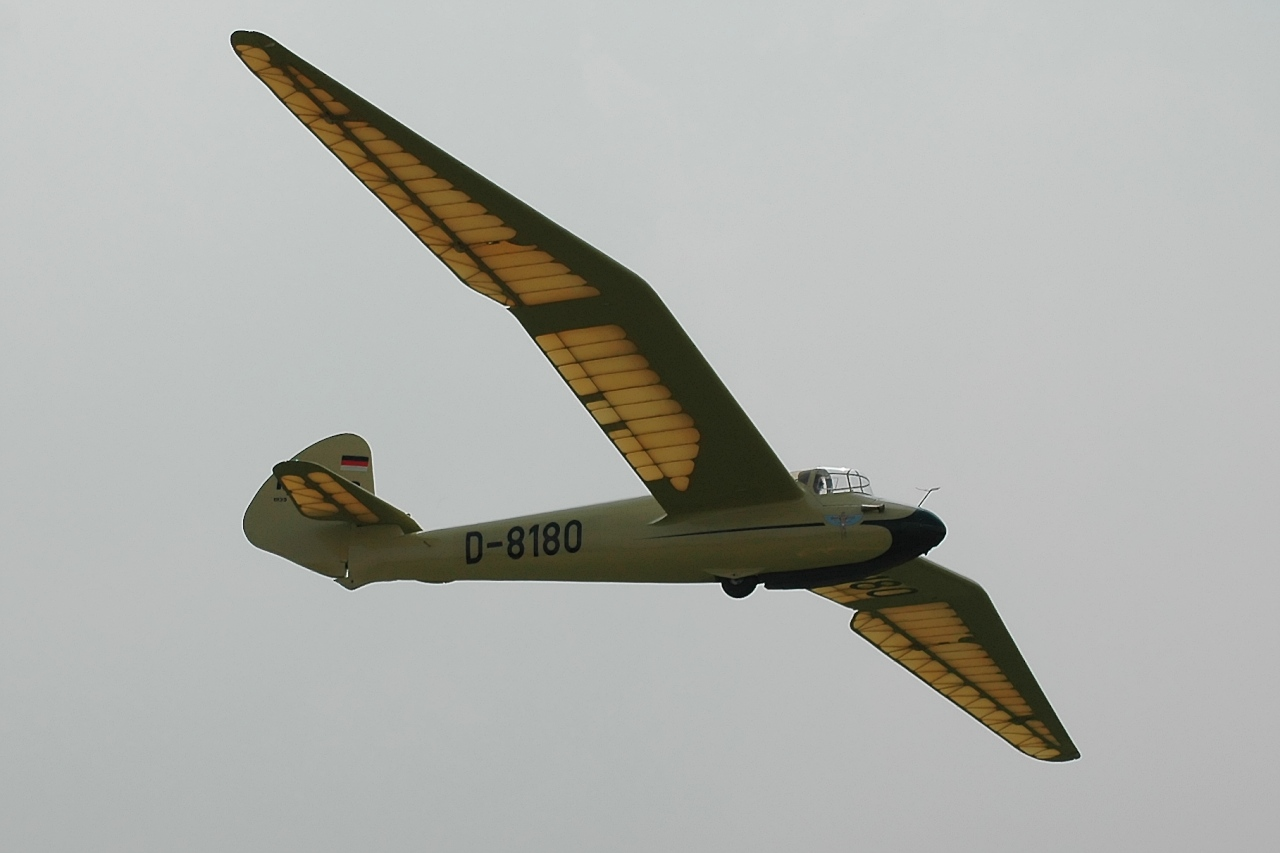
Minimoa

Schempp-Hirth Minimoa var ett tyskt segelflygplan konstruerat på tidigt 1930-tal.
Flygplanet konstruerades av Wolf Hirth och Martin Schempp, under tidigt 1930-tal. Minimoa var en utveckling från deras tidigarekonstruktion Göppingen 3.
Flygplanet var byggt i trä och duk med en spännvidd på 17 meter. Det kom att slå en rad tyska segelflyg rekord, och under en period innehade det världsrekordet i höjdflygning.
Från 1935 då Schempp och Hirth slog sig samman som flygplanstillverkare, fram till 1939 tillverkades 110 st Minimoa. Av dessa har bara sex exemplar överlevt och kan nu beskådas bland annat i segelflyg museet på Wasserkuppe och i Fritz Ulners samlingar i Göppingen-Betzgenriet.